# Гнялбище
Гнялбище або Гняльбище — озеро у Волинській області. Локальна назва — Данилове. Розташоване у Турійському районі, на землях територіальної громади Озерянська, за межами населенного пункту. Найближчий населений пункт — село Пересіка.
Входить до так званої групи Озерянське намисто — гурту з 12 озер у Турійському районі Волинської області, розташованих між селами Пересіка, Озеряни, Сушибаба.
Локальна назва «Данилове» походить від імені селянина Данила з Осьмиговичі.

## Короткий опис
Озеро Гнялбище має діаметр 350 метрів. Площа водного плеса — 10,64 га. Розмір плеса 320 м х 350 м. Максимальна глибина водойми — 7,8 метрів.. Об'єм води — 840 тис. м3.
Пляж відсутній — узбережжя озера заболочене — чагарник вільшняку з очеретом. Тому місцеві рибалки побудували кладку, яка закінчується дерев'яним пірсом.
З усіх боків озеро оточене мішаним лісом.
Поряд з озером розташований пустий будиночок.

## Утворення
Озеро має карстове походження. Виникло після відходу льодовика.

## Гідрологія
Гнялбище — безстічне озеро.

## Користування
Цільове призначення озера — рибогосподарські потреби. Основні об'єкти аквакультури: карась сріблястий, плітка, краснопірка, окунь, щука, лин. Перспективи використання озера — любительське рибальство.

## Охорона
Разом з іншими 11 озерами Озерянського намиста, ділянками сосново-дубового та березово-осикового лісу, болотами, чагарниковими заростями, лучними угіддями, пасовищами озеро Гнялбище входить до загальнозоологічного заказника місцевого значення Озерянський заказник (Турійський район), утвореного за рішенням Волинської обласної ради народних депутатів від 21.10.1991, № 226.
Ширина прибережної захисної смуги згідно Водного Кодексу — 100 м.

## Галерея

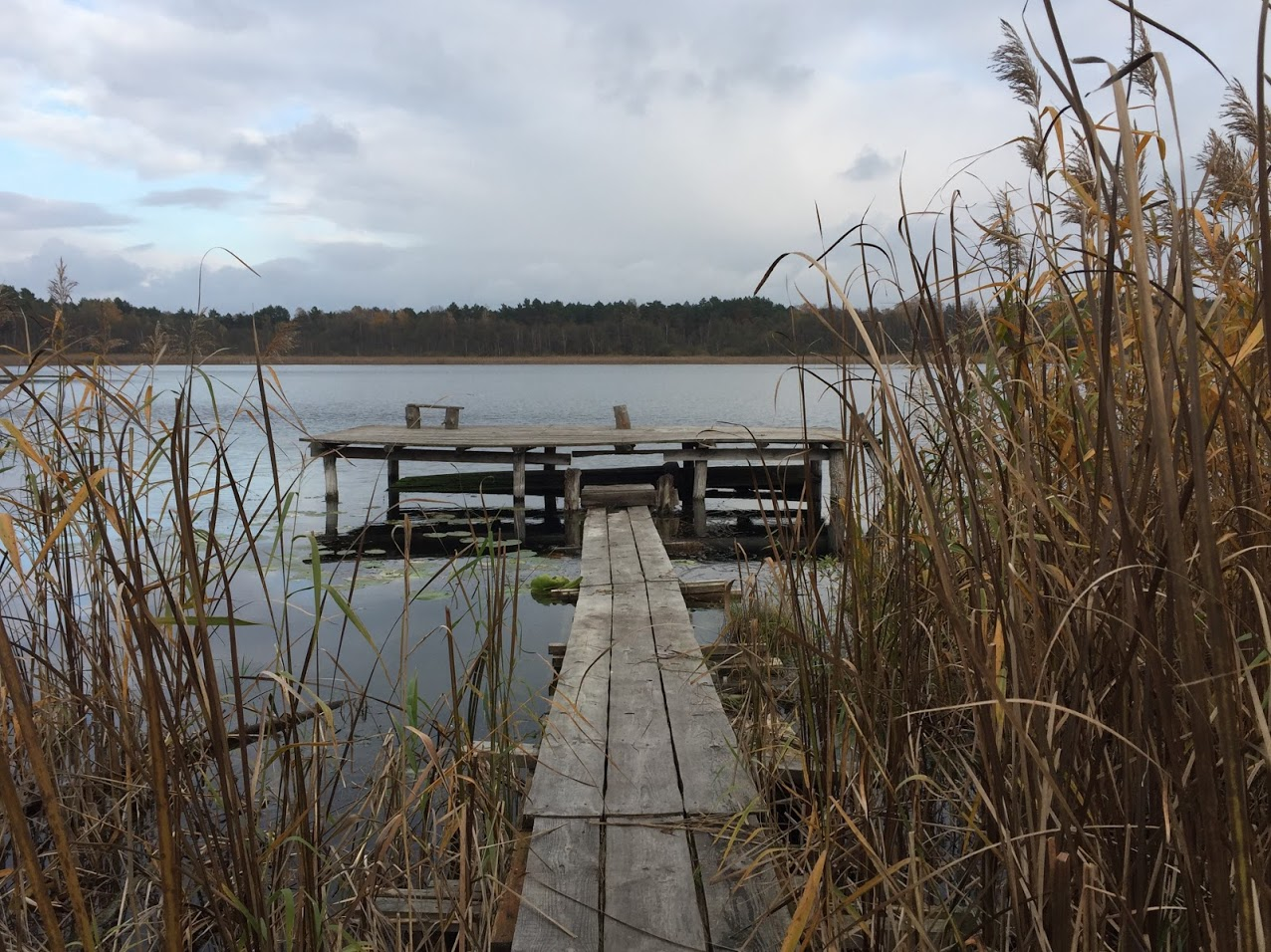
Гнялбище - озеро у Волинській області
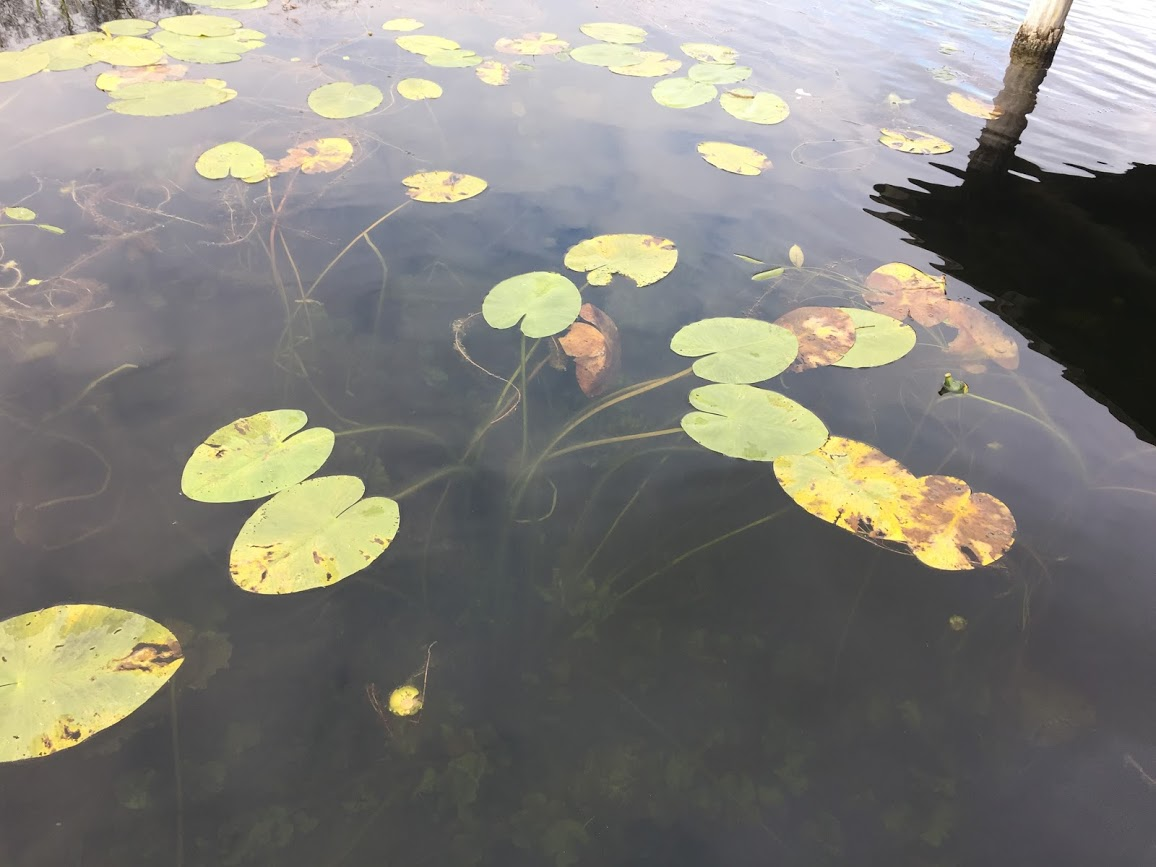
Глечики жовті у воді біля пірсу в озері Гнялбище
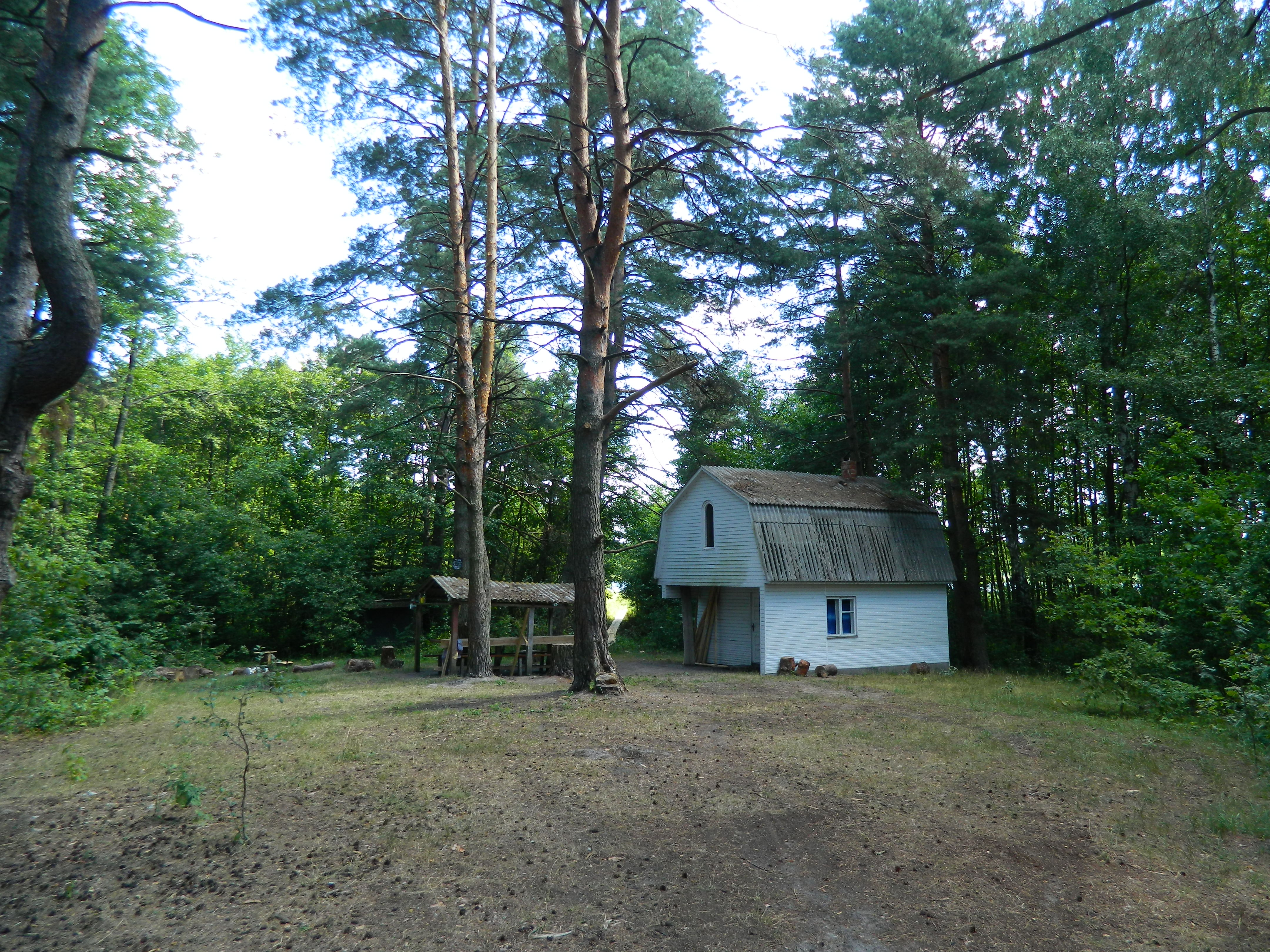
Берег озера Гнялбище. Поодинокий будинок